# Benoît Laporte (Eishockeyspieler)
Benoît Laporte (* 14. Juni 1960 in Montreal, Québec) ist ein ehemaliger kanadischer Eishockeyspieler mit französischem Pass, der während seiner aktiven Karriere von 1977 bis 1997 unter anderem für die New Brunswick Hawks und die St. Catharines Saints in der American Hockey League gespielt hat. Er arbeitet als Trainer und war zuletzt bis November 2017 Cheftrainer des ungarischen Vereins Alba Volán Székesfehérvár, der in der EBEL spielt.

## Spielerkarriere
Laporte begann seine Karriere als Eishockeyspieler 1977 in der kanadischen Juniorenliga Québec Major Junior Hockey League bei den Hull Olympiques. Dort blieb er jedoch nur eine Spielzeit und verließ den Verein nach 71 Partien, in denen er 67 Scorerpunkte erzielen konnte, wieder. Im Sommer 1978 unterschrieb er einen Vertrag bei den Shawinigan Cataractes. Während der laufenden Spielzeit wechselte er innerhalb der Liga zu den Trois-Rivières Draveurs. Nach einer weiteren Karrierestation bei den Hull Olympiques, schloss er sich zum Ende der Spielzeit 1979/80 den New Brunswick Hawks, dem damaligen Farmteam der Chicago Black Hawks und der Toronto Maple Leafs, aus der American Hockey League an. In den folgenden Jahren wechselte er mehrmals den Verein und ging unter anderem in der Saison 1982/83 für die St. Catharines Saints aus der AHL aufs Eis.
Nach mehrjähriger Pause war Laporte ab 1987 für den HC Briançon in der höchsten französischen Spielklasse, der Ligue Magnus, aktiv. Dort gehörte er zu den teamintern besten Scorern. In zwei Jahren absolvierte er 75 Partien und konnte dabei 172 Punkte erzielen. Zur Spielzeit 1989/90 konnte ihn das Management der Dragons de Rouen von einem Engagement überzeugen. Der gelernte Stürmer blieb seinem neuen Arbeitgeber bis zum Jahr 1997 – mit Ausnahme der Saison 1994/95, in der er kein Eishockey spielte – treu und beendete anschließend in Rouen auch seine aktive Eishockeykarriere. Mit den Dragons wurde er insgesamt vier Mal Französischer Meister (1990, 1992, 1993 und 1994). 

### International
Im Jahr 1990 wurde er erstmals für die französische Nationalmannschaft nominiert, mit der er im gleichen Jahr an der B-WM in Frankreich teilnahm. Dort verpasste er mit seiner Mannschaft den Aufstieg in die A-WM. Dieser konnte jedoch ein Jahr später, während der B-WM 1991 in Jugoslawien, realisiert werden.
Es folgten drei Teilnahmen an den A-Weltmeisterschaften in den Jahren 1992, 1993 und 1994 sowie die Teilnahme an den Olympischen Winterspielen 1992 in Albertville und 1994 in Lillehammer. Insgesamt bestritt er 45 A-Länderspiele für die französische Nationalmannschaft und konnte dabei 22 Scorerpunkte erzielen.

## Erfolge und Auszeichnungen
| - 1990 Französischer Meister mit den Dragons de Rouen - 1992 Französischer Meister mit den Dragons de Rouen | - 1993 Französischer Meister mit den Dragons de Rouen - 1994 Französischer Meister mit den Dragons de Rouen |

### International
- 1991 Aufstieg in die A-Weltmeisterschaft bei der B-Weltmeisterschaft

## Trainerkarriere

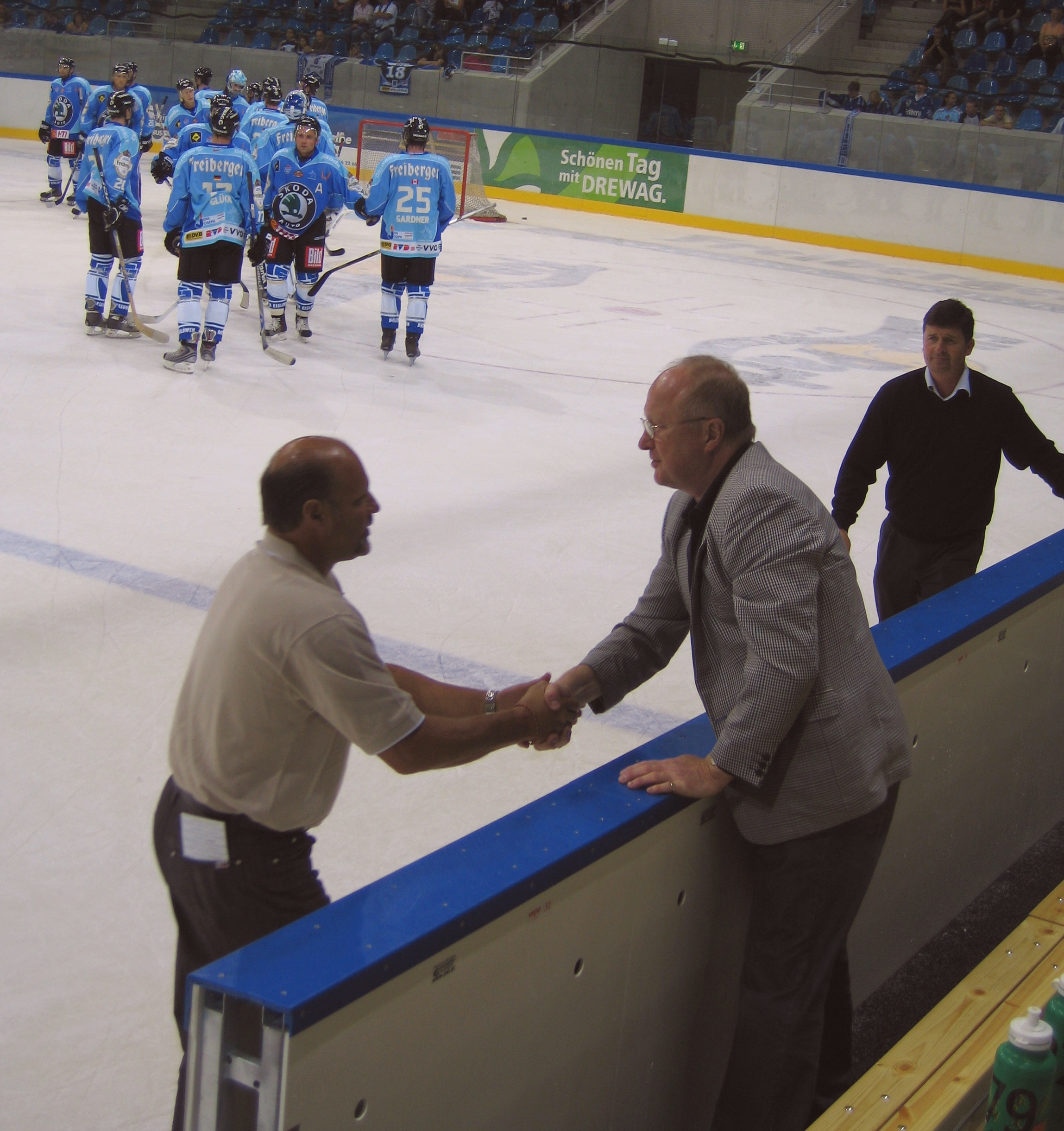
Benoît Laporte (li.) als Trainer der Nürnberg Ice Tigers, August 2007

Bereits in seiner letzten Spielzeit in Rouen 1996/97 war Laporte als Spielertrainer in der Ligue Magnus aktiv. Anschließend war er von 1997 bis 2000 Cheftrainer beim Lausanne Hockey Club in der Schweizer Nationalliga B. Von 2000 bis 2003 stand er beim italienischen Erstligisten Asiago Hockey hinter der Bande. Zur Spielzeit 2003/04 übernahm Benoît Laporte das Amt des Trainers bei den Augsburger Panthern aus der Deutschen Eishockey Liga. Beim AEV blieb er bis zum Sommer 2005, ehe er ein Vertragsangebot des Ligakonkurrenten Nürnberg Ice Tigers annahm. In Nürnberg konnte er die größten Erfolge in seiner bisherigen Trainerkarriere feiern. In der Saison 2006/07 konnte er mit den Ice Tigers das Play-off-Finale erreichen, wo man gegen die Adler Mannheim verlor. Somit gewann er mit seiner Mannschaft die Deutsche Vizemeisterschaft. 
Nachdem er mit den Ice Tigers nach der Hauptrunde der Spielzeit 2007/08 den ersten Platz belegt hatte und anschließend im Play-off-Viertelfinale ausgeschieden war, musste er Anfang April 2008 sein Amt quittieren. Anschließend betreute er den EHC Basel aus der Schweizer Nationalliga A während der Playouts. Zur Spielzeit 2008/09 kehrte er in die DEL zurück, wo er einen Zweijahresvertrag als Cheftrainer beim ERC Ingolstadt unterschrieb. Wegen Erfolglosigkeit wurde er bereits Ende November 2008 entlassen. Ab der Saison 2009/10 trainierte er den Schweizer NLA-Verein HC Ambrì-Piotta, bis er im Oktober 2010 entlassen und durch den US-Amerikaner Kevin Constantine ersetzt wurde. Im Dezember 2010 kehrte Laporte in die Deutsche Eishockey Liga zurück und hat das Traineramt bei den Hamburg Freezers von Stéphane Richer übernommen, welcher zuvor sowohl Trainer als auch Sportdirektor in Hamburg war und auch nach der Verpflichtung von Laporte Sportdirektor blieb. Im September 2014 wurde er von Hamburg entlassen.
Im April 2015 übernahm Laporte die Nachfolge als Cheftrainer von Bengt-Åke Gustafsson bei den SCL Tigers aus der National League A. Am 14. März 2016 wurde er von den Tigers im Anschluss an eine 4:9-Niederlage entlassen. Aus den vorherigen sieben Partien hatte die Mannschaft unter Laportes Leitung nur einen Sieg erreicht.
Im August 2016 nahm er den Cheftrainerposten bei Alba Volán Székesfehérvár, dem ungarischen Mitglied der Österreichischen Eishockey-Liga, an und folgte auf Tyler Dietrich, der in der Saisonvorbereitung um die Aufhebung seines Vertrages gebeten hatte. Im November 2017 wurde er aufgrund der schlechten Saisonleistung entlassen. Ab Anfang Oktober 2019 war Laporte in seinem Heimatland Kanada Trainer der Mannschaft 3L de Rivière-du-Loup in der Liga LNAH. Er betreute die Mannschaft in der Saison 2019/20.